# Урда Максим Миколайович
Максим Миколайович Урда (народився 29 листопада 1973) — український хокейний арбітр, головний арбітр. Арбітр міжнародної категорії.
Вихованець СДЮСШОР «Крижинка». Розпочав судити у 1990 році, головний арбітр — з 1998 року.
Обслуговував матчі чемпіонатів МХЛ, СЄХЛ (лайнсмен). Головним арбітром обслуговував чемпіонати СЄХЛ, Білорусі, Латвії, України, ВХЛ (з 2011).
Міжнародна категорія лайнсмена з 1996 року (обслуговував матчі 4 чемпіонатів світу у різних вікових категоріях). Міжнародна категорія головного арбітру — з 2000 року (обслуговував матчі 15 чемпіонатів світу у різних вікових категоріях).